# Теория принципов и параметров
Теория принципов и параметров — этап развития генеративной грамматики, при котором грамматика различных языков описывается с помощью системы универсальных правил, а языковые различия задаются с помощью определённого набора параметров.

## Примеры параметров
Параметр нулевого подлежащего: в русском и итальянском подлежащее не является обязательным членом предложения, а в английском и французском в предложении требуется подлежащее.
Параметр расположения вершины: в английском и тайском вершины расположены слева от своих групп, а в японском и турецком — справа.
Параметр глагольной сериализации: глагольная группа может содержать только один глагол в английском и индонезийском языке и больше одного — в языке эдо и в кхмерском языке.
Параметр выдвижения темы: особого рода выдвижение темы невозможно в турецком и английском, но возможно в японском и чокто.

## Усвоение языка
Система принципов и параметров предполагает удобную теорию усвоения языка: универсальные принципы заложены в голове ребенка изначально, но параметры для этих принципов изначально не установлены. Слушая речь вокруг себя, ребенок фиксирует значения параметров, усваивая грамматику того или иного языка.